# Čiče
Čiče (dříve též Čiće) je umělé jezero a přehradní nádrž v Chorvatsku v Záhřebské župě. Rozkládá se východně od města Velika Gorica a asi 9 km jihozápadně od Záhřebu. Podle jezera byly pojmenovány vesnice Novo Čiče, Staro Čiče, Lazina Čička a Poljanica Čička.
Jezero Čiče vzniklo při rozsáhlé těžbě štěrku v jeho okolí. Rozloha jezera je 0,9 km² a jeho hloubka je asi 50 m. Se vznikem jezera poklesla hladina podzemní vody, což vedlo k vysychání mokřadů. Patří k povodí Odry.
Správa města Velika Gorica plánuje vybudovat na jezeře sportovní a rekreační středisko. Podle plánu se u jižní části bude vyskytovat aquapark s bazény a wellness centrem. Bude zde také prostor pro plachtění a lukostřelbu, sportovní hřiště a parky pro odpočinek a piknik. Západní část by byla vyhrazena pro adrenalinové sporty s motokárovou dráhou a veslařským centrem, zatímco severní část jezera by byla určena pro uvolněnější aktivity s rybolovem a potápěním. Ubytovací zařízení s hotelem a kempy by se nacházely ve východní části jezera a turistickou nabídku by doplnily také tři pláže a stravovací zařízení.
Jižní pobřeží jezera bylo dlouhou dobu využíváno turisty pro koupání, dokud nebylo inspekcí uzavřeno. V současnosti se u jezera nachází jedna přístupná pláž v blízkosti vesnic Novo Čiče a Lazina Čička.